# Javier Rodríguez
Javier Rodríguez, argentinski plesalec tanga.
Javier je znani plesalec argentinskega tanga. Kot učitelj je nastopil na mnogih festivalih tanga po vsem svetu. Veliko let je sodeloval s plesalko Geraldine Rojas. Od leta 2005 pa do leta 2012 je nastopal in poučeval skupaj s plesalko Adreo Misse.